# 约翰·雅各布·内格拉特

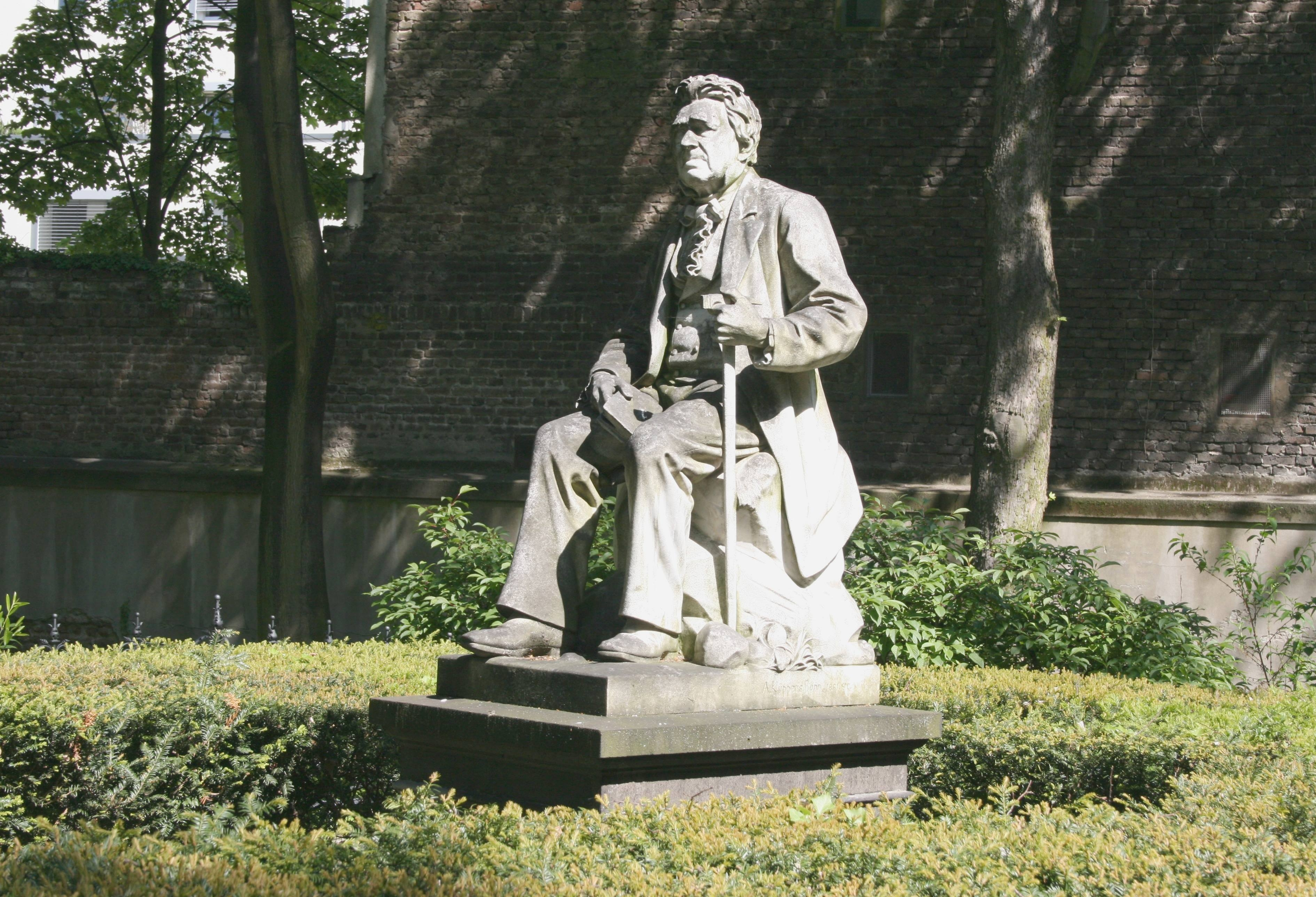
波恩阿尔特-弗里特霍夫墓地内格拉特的坐像

约翰·雅各布·内格拉特（德語：Johann Jakob Nöggerath，1788年10月10日—1877年9月13日），是一位出生于德国波恩的矿物学家暨地质学家。
1814年－1815年期间他曾担任莱茵河一些省份的矿务专员，1818年被聘为新成立的波恩大学副教授。1821年升任矿物及采矿学教授，同时兼任波恩大学所属自然历史博物馆馆长。他为该博物馆收集了大量精美的矿物样本。内格拉特是一名非常成功的教授，在采矿界享有很高的声望。
以下是他发表过的一些著作：
- 《有关附着在岩石中的树干和其它蔬菜化石》（1819年－1821年）
- 《莱茵-威斯特伐利亚山区矿脉分布层》（1819年－1821年）
- 《地球的起源 》（1843年）
- 《拉赫湖及周边火山》（1870年）

石炭纪隶属于泽米科（Zamia）到苏铁科（cycads）的诺格拉齐蕨目（Noeggerathia）植物，以及月球上的诺埃格拉特陨石坑就是以他的名字命名的。1877年9月13日他在波恩去世，两次婚姻留下了19个孩子，他被安葬在阿尔特-弗里特霍夫墓地(Alter Friedhof)。

## 参引资料
1. ↑  Noeggerath, Johann Jacob （页面存档备份，存于） Deutsche Biographie
2. ↑  . International Plant Names Index.

- 本条目包含来自公有领域出版物的文本: Chisholm, Hugh (编).  (第11版). London: Cambridge University Press. 1911.